# Cadegliano Viconago
Cadegliano-Viconago (Carijan, Viconagh in dialetto varesotto) è un comune italiano di 2 149 abitanti della provincia di Varese in Lombardia.

## Storia
Cadegliano, in epoca romana, era attraversato dalla Via Mediolanum-Bilitio, strada romana che metteva in comunicazione Mediolanum (Milano) con Luganum (Lugano) passando da Varisium (Varese).
Nella prima metà dell'Ottocento, il territorio di Cadegliano e Viconago fu interessato da un cospicuo fenomeno di migrazione verso i grandi centri italiani e, oltreconfine, verso il nord Europa e le Americhe.
Nel 1893 dal comune di Viconago venne staccata la frazione di Campagna, aggregata al comune di Cremenaga. 
Nel 1908 dal comune di Viconago si staccarono le frazioni di Cadegliano, Gaggio, Argentera e Doneda, erette in comune autonomo con il nome di Cadegliano. 
Nel 1928 i comuni di Arbizzo, Cadegliano e Viconago furono soppressi e aggregati nel nuovo comune di Cadegliano-Viconago (R.D. 21 giugno 1928, n. 1721).

### Simboli
Lo stemma e il gonfalone sono stati concessi con decreto del presidente della Repubblica del 22 luglio 1991.
Il gonfalone è un drappo partito di bianco e d’azzurro.

## Monumenti e luoghi d'interesse

### Architetture religiose
- Chiesa di Santa Maria Assunta a Cadegliano
- Chiesa di Sant'Antonio Abate con affreschi di Bartolomeo da Ponte Tresa.
- parrocchiale di San Giovanni Battista a Viconago, con altare maggiore di Giuseppe Rusnati (1710).

### Architetture civili

#### Le ville di Giorgio Pellini
Dopo anni di esperienza a Milano, nella seconda metà del XIX secolo, l'architetto locale Giorgio Pellini progettò e realizzò le seguenti tre ville cadeglianesi.
- Villa Pellini[10] (1850) — Inizialmente progettata come una dimora signorile in stile rurale, la villa divenne in seguito un istituto religioso. Da un punto di vista architettonico, la villa si caratterizza per la presenza di nove coppie di logge, equamente distribuite su tre piani in modo simmetrico.[11]
- Villa Pellini-Pellegatta[10] (1860) — Dimora personale di Giorgio Pellini, sul lato affacciato sul giardino presenta una facciata aperta al centro da logge tripartite.[12]
- Villa Menotti Alfonso[10] (1870) — Inserita in un ampio parco, la villa si presenta con una facciata scandita da lesene, al piano inferiore della quale si apre una loggia a tre arcate.[13]

#### Villa Menotti-Castello
In località Gaggio si trova Villa Menotti-Castello, edificio in stile coloniale realizzato agli inizi del Novecento su commissione della famiglia Menotti, ritornata a Cadegliano dopo anni trascorsi nelle Americhe.Dotata di una piccola torretta merlata, la villa presenta una facciata al centro della quale si aprono due strutture a pronao sovrastanti. La struttura al piano inferiore presenta colonne dotate di capitelli dorici, mentre le colonne del piano superiore terminano in capitelli di ordine ionico. Sopra a questi ultimi, un architrave sostiene un frontone posto a coronamento della facciata.

#### Altro
- Villa Bianchini[10] (1906), in stile liberty, dotata di loggia panoramica.[15]
- Villa Scolari (1900), in stile liberty.[16]
- Casa Righini[10], (XIX secolo) dotata di logge disposte su tre piani sovrapposti.[16]

## Società

### Evoluzione demografica
- 664 nel 1751
- 788 nel 1805
- annessione a Marchirolo nel 1809
- 1193 nel 1853
- 1311 nel 1881
- 1177 nel 1901
- 580 nel 1911 per provvisoria secessione di Cadegliano
- 544 nel 1921

Abitanti censiti

## Geografia antropica
Secondo lo statuto comunale, il territorio comunale comprende le "comunità naturali" di Arbizzo, Cadegliano e Viconago. Secondo l'ISTAT, il territorio comunale comprende i centri abitati di Avigno e Cadegliano Viconago, e i nuclei abitati di Argentera, Pradaccio e Statale.
Il primo consiglio comunale fu eletto nel 1821.
Il comune è sede operativa della comunità montana del Piambello ed è uno dei soci della comunità di lavoro Regio Insubrica, ente di cooperazione transfrontaliera che federa alcune province di Lombardia e Piemonte e il Canton Ticino svizzero.